# FIBA Europe League 2003-2004
Navigation
Édition suivante
La FIBA Europe League de basket-ball 2003-2004 est la 1re édition de la troisième compétition européenne de clubs de basket-ball, aujourd'hui connue sous le nom d'EuroChallenge.

## Déroulement
La compétition est ouverte à trente équipes, issues de dix-sept pays. Celle-ci fut créée à la suite d'un désaccord majeur entre la FIBA et l'ULEB qui se disputaient l'organisation des coupes européennes. Dans cette dispute, les ligues italiennes et espagnoles, deux ligues majeures du continent européen, ont choisi le camp de l'ULEB, ce qui explique l'absence de club de ces deux pays à la FIBA Europe League 2003-04. Cela explique aussi le fait qu'il n'y ait que trente équipes participantes au lieu de trente-deux prévues dans les statuts de la compétition, le PAOK Salonique et un autre club se désistant avant le début de l'épreuve.
Les trente équipes sont réparties en quatre groupes de 7 (groupes A et B) ou 8 participants (groupes C et D). Les quatre premières équipes de chaque groupe se qualifient pour les huitièmes de finale. Les équipes se départagent en huitièmes de finale, puis en quarts de finale au meilleur de deux rencontres. Une troisième rencontre d'appui est prévue en cas d'égalité sur les deux premières rencontres. 
Les demi-finales et la finale se jouent sous la forme d'un Final Four à Kazan ( Russie)

## Équipes participantes
| Pays               | nombre d'équipes | Équipes              | Équipes               | Équipes        | Équipes       |
| ------------------ | ---------------- | -------------------- | --------------------- | -------------- | ------------- |
| Russie             | 4                | Ural Great Perm      | UNICS Kazan           | Khimki Moscou  | Dynamo Moscou |
| Ukraine            | 3                | BK Kiev              | Azovmach Marioupol    | MBC Odessa     |               |
| France             | 3                | STB Le Havre         | Paris Basket Racing   | SLUC Nancy     |               |
| Grèce              | 3                | Peristéri BC         | TIM-Maroussi Athènes  | Aris Salonique |               |
| Israël             | 2                | Hapoël Tel-Aviv      | Hapoel Ironi Nahariya |                |               |
| Belgique           | 2                | Base Oostende        | Dexia Mons-Hainaut    |                |               |
| Pologne            | 2                | Anwil Włocławek      | Polonia Varsovie      |                |               |
| Serbie             | 2                | KK Hemofarm          | KK Vojvodina          |                |               |
| Estonie            | 1                | Kalev Tallinn        |                       |                |               |
| Lettonie           | 1                | Skonto Riga          |                       |                |               |
| Lituanie           | 1                | Alytaus Alytus       |                       |                |               |
| Allemagne          | 1                | GHP Bamberg          |                       |                |               |
| Chypre             | 1                | AEL Limassol         |                       |                |               |
| Finlande           | 1                | Honka Espoo Playboys |                       |                |               |
| Turquie            | 1                | Türk Telekom Ankara  |                       |                |               |
| République tchèque | 1                | ECM Nymburk          |                       |                |               |
| Bosnie-Herzégovine | 1                | HKK Široki           |                       |                |               |

## Compétition

### Phase régulière
| Rang | Équipe              | Pts | J  | G  | P  | Pp   | Pc   | Diff |
| ---- | ------------------- | --- | -- | -- | -- | ---- | ---- | ---- |
| 1    | UNICS Kazan         | 23  | 11 | 11 | 1  | 1058 | 804  | 254  |
| 2    | Azovmach Marioupol  | 19  | 12 | 7  | 5  | 919  | 875  | 44   |
| 3    | Türk Telekom Ankara | 18  | 12 | 6  | 6  | 899  | 914  | -15  |
| 4    | Base Oostende       | 18  | 12 | 6  | 6  | 979  | 1000 | -21  |
| 5    | HKK Široki          | 18  | 12 | 6  | 6  | 899  | 952  | -53  |
| 6    | STB Le Havre        | 16  | 12 | 4  | 8  | 797  | 890  | -93  |
| 7    | Alytaus Alytus      | 14  | 12 | 2  | 10 | 852  | 968  | -116 |

| Rang | Équipe              | Pts | J  | G | P | Pp  | Pc  | Diff |
| ---- | ------------------- | --- | -- | - | - | --- | --- | ---- |
| 1    | Anwil Włocławek     | 21  | 12 | 9 | 3 | 902 | 867 | 35   |
| 2    | KK Hemofarm         | 20  | 12 | 8 | 4 | 960 | 882 | 78   |
| 3    | AEL Limassol        | 19  | 12 | 7 | 5 | 842 | 840 | 2    |
| 4    | Khimki Moscou       | 18  | 12 | 6 | 6 | 972 | 968 | 4    |
| 5    | Peristéri BC        | 17  | 12 | 5 | 7 | 914 | 948 | -34  |
| 6    | Paris Basket Racing | 16  | 12 | 4 | 8 | 885 | 946 | -61  |
| 7    | Dexia Mons-Hainaut  | 15  | 12 | 3 | 9 | 897 | 921 | -24  |

| Rang | Équipe               | Pts | J  | G  | P  | Pp   | Pc   | Diff |
| ---- | -------------------- | --- | -- | -- | -- | ---- | ---- | ---- |
| 1    | Ural Great Perm      | 25  | 14 | 11 | 3  | 1253 | 1064 | 189  |
| 2    | Hapoël Tel-Aviv      | 24  | 14 | 10 | 4  | 1154 | 990  | 164  |
| 3    | GHP Bamberg          | 24  | 14 | 10 | 4  | 1045 | 1053 | -8   |
| 4    | Aris Salonique       | 23  | 14 | 9  | 5  | 1171 | 1072 | 99   |
| 5    | Polonia Varsovie     | 21  | 14 | 7  | 7  | 1145 | 1156 | -11  |
| 6    | BC Kiev              | 19  | 14 | 5  | 9  | 1046 | 1107 | -61  |
| 7    | Skonto Riga          | 17  | 14 | 3  | 11 | 1031 | 1193 | -162 |
| 8    | Honka Espoo Playboys | 15  | 14 | 1  | 13 | 941  | 1151 | -210 |

| Rang | Équipe                | Pts | J  | G  | P  | Pp   | Pc   | Diff |
| ---- | --------------------- | --- | -- | -- | -- | ---- | ---- | ---- |
| 1    | Dynamo Moscou         | 25  | 14 | 11 | 3  | 1233 | 1090 | 143  |
| 2    | Hapoel Ironi Nahariya | 25  | 14 | 11 | 3  | 1251 | 1134 | 117  |
| 3    | TIM-Maroussi Athènes  | 24  | 14 | 10 | 4  | 1161 | 1037 | 124  |
| 4    | KK Vojvodina          | 23  | 14 | 9  | 5  | 1193 | 1115 | 78   |
| 5    | ECM Nymburk           | 20  | 14 | 6  | 8  | 1172 | 1179 | -7   |
| 6    | SLUC Nancy            | 19  | 14 | 5  | 9  | 1107 | 1148 | -41  |
| 7    | MBC Odessa            | 17  | 14 | 3  | 11 | 1084 | 1182 | -98  |
| 8    | Kalev Tallinn         | 15  | 14 | 1  | 13 | 984  | 1300 | -316 |

### Huitième de finale
| Équipe              | Total | Équipe             | 1er match | 2e match | 3e match* | Total     |
| ------------------- | ----- | ------------------ | --------- | -------- | --------- | --------- |
| KK Vojvodina        | 0 - 2 | UNICS Kazan        | 67 - 77   | 73 - 85  | -         | 140 - 162 |
| TIM-Maroussi        | 2 - 0 | Azovmach Marioupol | 76 - 70   | 88 - 84  | -         | 164 - 154 |
| Türk Telekom Ankara | 0 - 2 | Ironi Nahariya     | 78 - 101  | 75 - 98  | -         | 153 - 199 |
| Base Oostende       | 0 - 2 | Dynamo Moscou      | 74 - 94   | 70 - 72  | -         | 144 - 166 |
| Aris Salonique      | 2 - 0 | Anwil Włocławek    | 96 - 85   | 98 - 92  | -         | 194 - 177 |
| GHP Bamberg         | 0 - 2 | KK Hemofarm        | 66 - 80   | 70 - 79  | -         | 136 - 159 |
| AEL Limassol        | 0 - 2 | Hapoël Tel-Aviv    | 66 - 87   | 73 - 89  | -         | 139 - 176 |
| Ural Great Perm     | 2 - 1 | Khimki Moscou      | 100 - 94  | 79 - 85  | 88 - 67   | 267 - 246 |

* Une troisième rencontre est disputée si les différences de scores des deux premières rencontres sont identiques. Le troisième match a lieu sur le terrain de l'équipe ayant le meilleur classement en poule de la phase régulière.

### Quarts de finale
| Équipe          | Total | Équipe         | 1er match | 2e match | 3e match | Total     |
| --------------- | ----- | -------------- | --------- | -------- | -------- | --------- |
| KK Hemofarm     | 1 - 2 | UNICS Kazan    | 52 - 76   | 71 - 70  | 58 - 87  | 181 - 233 |
| TIM-Maroussi    | 2 - 1 | Aris Salonique | 85 - 76   | 93 - 101 | 99 - 90  | 277 - 267 |
| Ural Great Perm | 2 - 1 | Ironi Nahariya | 96 - 81   | 77 - 89  | 81 - 73  | 254 - 243 |
| Hapoël Tel-Aviv | 2 - 0 | Dynamo Moscou  | 92 - 82   | 83 - 80  | -        | 175 - 162 |

### Final Four
Le Final Four se passe à Kazan. Les vainqueurs des quarts de finale y participent.
|  | Demi-finales      | Demi-finales      |             |    | Finale            | Finale            |
|  | Demi-finales      | Demi-finales      |             |    | Finale            | Finale            |
|  |                   |                   |             |    |                   |                   |
|  | 22 avril, 18 h 30 | 22 avril, 18 h 30 |             |    | 24 avril, 19 h 30 | 24 avril, 19 h 30 |
|  | 22 avril, 18 h 30 | 22 avril, 18 h 30 |             |    | 24 avril, 19 h 30 | 24 avril, 19 h 30 |
|  | UNICS Kazan       | 93                |             |    | 24 avril, 19 h 30 | 24 avril, 19 h 30 |
|  | UNICS Kazan       | 93                |             |    | 24 avril, 19 h 30 | 24 avril, 19 h 30 |
|  | Ural Great Perm   | 68                |             |    | 24 avril, 19 h 30 | 24 avril, 19 h 30 |
|  | Ural Great Perm   | 68                | UNICS Kazan | 87 |                   |                   |
|  | 22 avril, 21 h 15 |                   | UNICS Kazan | 87 |                   |                   |
|  |                   | TIM-Maroussi      | 63          |    |                   |                   |
|  | TIM-Maroussi      | TIM-Maroussi      | 63          | 92 |                   |                   |
|  | TIM-Maroussi      |                   |             | 92 |                   |                   |
|  | Hapoël Tel-Aviv   | 74                |             |    |                   |                   |
|  | Hapoël Tel-Aviv   | 74                | 3e place    |    |                   |                   |
|  |                   |                   |             |    |                   |                   |
|  | 24 avril, 17 h 00 |                   |             |    |                   |                   |
|  |                   |                   |             |    |                   |                   |
|  | Ural Great Perm   | 104               |             |    |                   |                   |
|  | Ural Great Perm   | 104               |             |    |                   |                   |
|  | Hapoël Tel-Aviv   | 112               |             |    |                   |                   |
|  | Hapoël Tel-Aviv   | 112               |             |    |                   |                   |

## Leaders de la compétition

### Points
| #  | Joueur         | Équipe       | Matchs joués | Points marqués | PPM   |
| -- | -------------- | ------------ | ------------ | -------------- | ----- |
| 1. | Duane Woodward | AEL Limassol | 14           | 300            | 21,43 |

### Rebonds
| #  | Joueur          | Équipe      | Matchs joués | Rebonds | RPM   |
| -- | --------------- | ----------- | ------------ | ------- | ----- |
| 1. | Chris Ensminger | GHP Bamberg | 12           | 151     | 12,58 |

### Passes
| #  | Joueur       | Équipe                | Matchs joués | Passes | PaPM |
| -- | ------------ | --------------------- | ------------ | ------ | ---- |
| 1. | Stevin Smith | Hapoel Ironi Nahariya | 17           | 116    | 6,82 |